# Chvaletice
Chvaletice är en stad i Tjeckien.   Den ligger i regionen Pardubice, i den centrala delen av landet, 70 km öster om huvudstaden Prag. Chvaletice ligger 222 meter över havet och antalet invånare är 3 223.
Terrängen runt Chvaletice är platt. Runt Chvaletice är det ganska tätbefolkat, med 116 invånare per kvadratkilometer. Närmaste större samhälle är Čáslav, 13,9 km söder om Chvaletice. Trakten runt Chvaletice består till största delen av jordbruksmark.